# АЕС Крюммель
АЕС Крюммель (нім. Kernkraftwerk Krümmel, KKK) — закрита атомна електростанція в Німеччині з одним реактором типу BWR потужністю 1402 МВт, що експлуатувався з 1984 до 2011 року. АЕС розташована на південному сході від Гамбурга на річці Ельба в районі Крюммелі міста Геестахт, Шлезвіг-Гольштейн. Оператором АЕС є Kernkraftwerk Krümmel GmbH & Co. oHG, половина АЕС належить E.ON Kernkraft, а друга — Vattenfall Europe Nuclear Energy. Керівництво підприємством здійснюється фірмою Vattenfall.
Конструкція реактора схожа на конструкції реакторів трьох інших німецьких АЕС (Брунсбюттельської, а також перших блоків Філіппсбурзької та Ізарської АЕС) та австрійської Цвентендорфської АЕС. Остання була добудована, але так ніколи і не експлуатувалася згідно з рішенням всенародного референдуму.

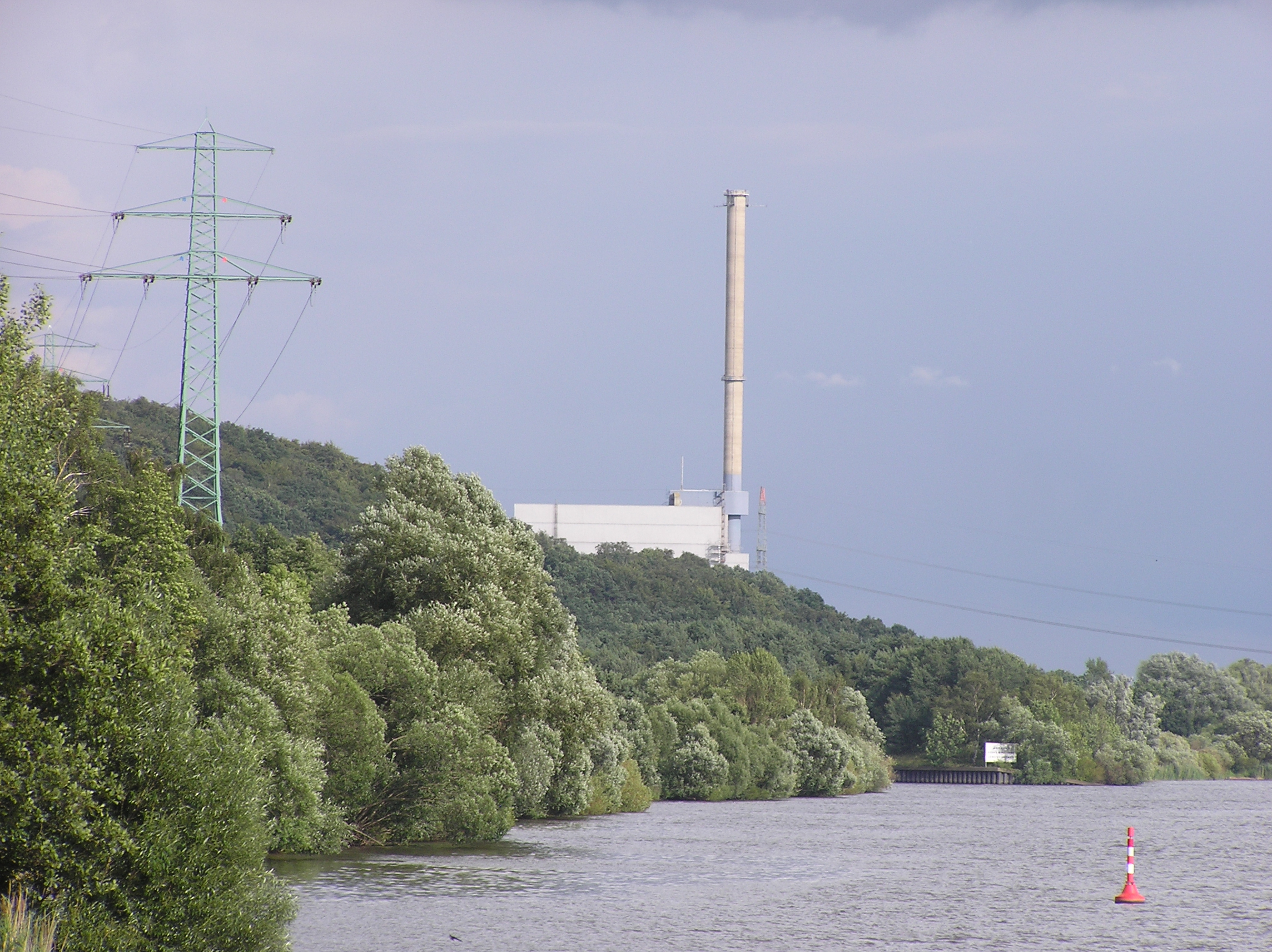
Атомна електростанція
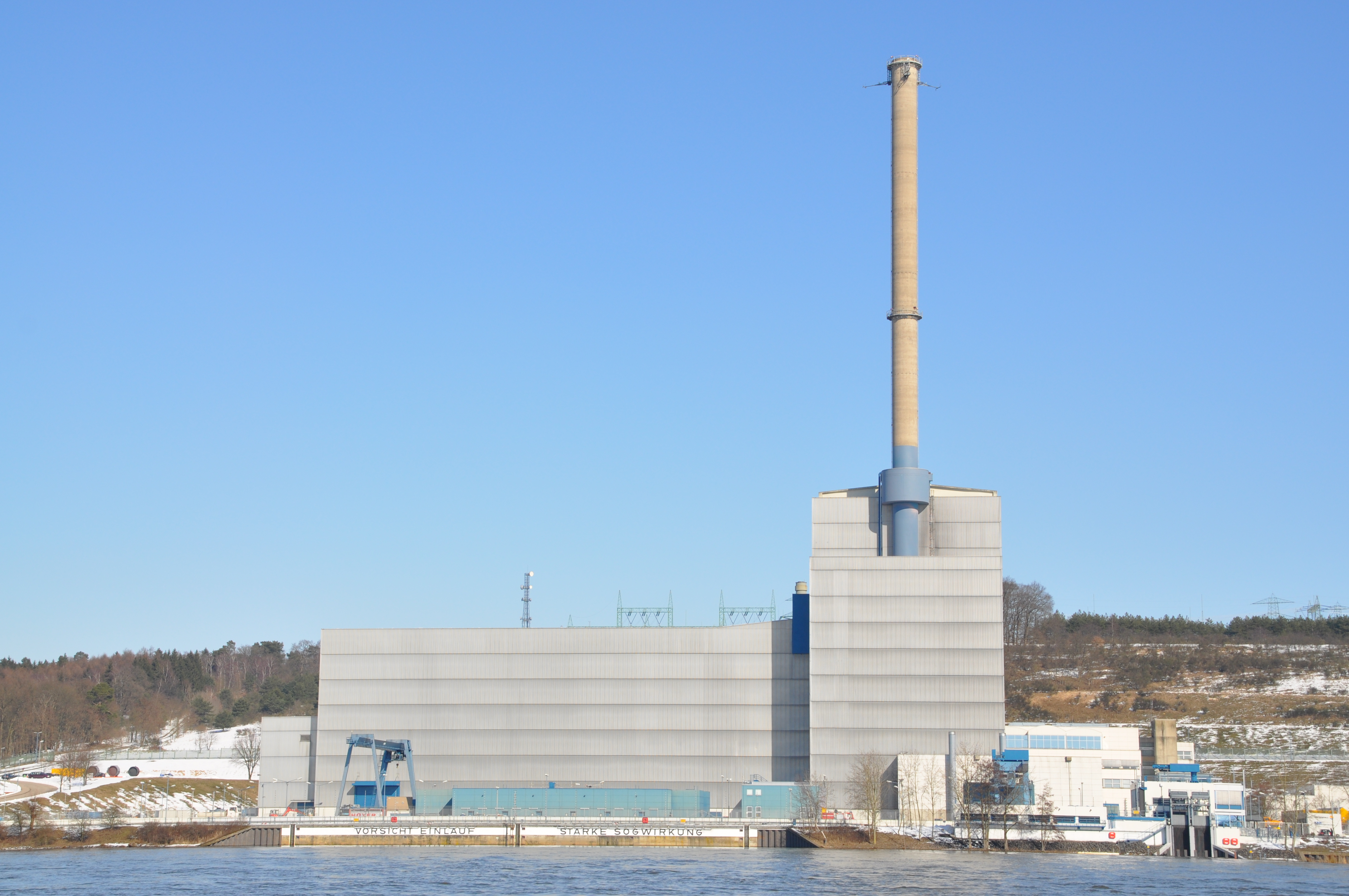
Вид на АЕС з протилежного берегу Ельби
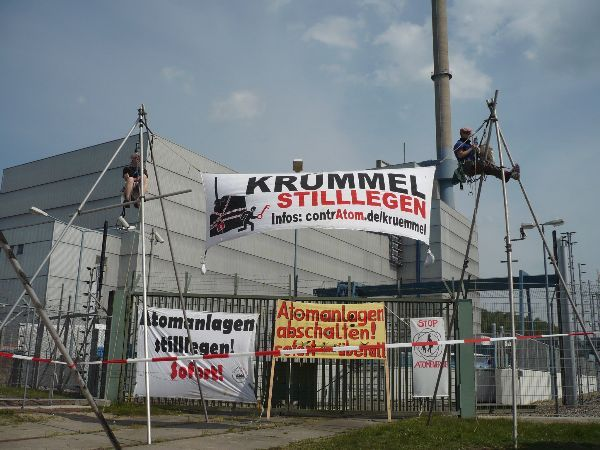
Протести проти АЕС
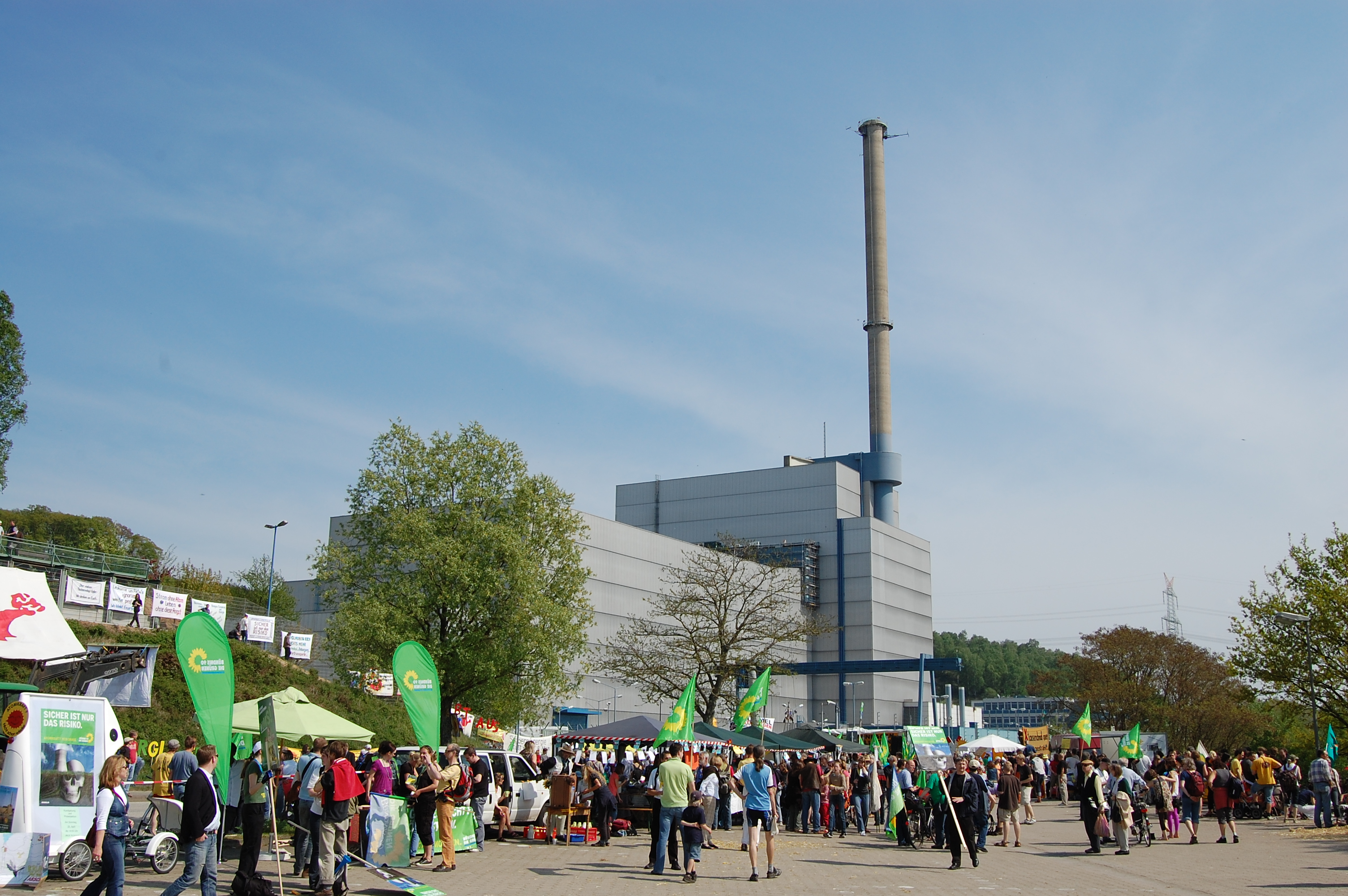
Демонстрація перед Крюммельською АЕС з нагоди 23-х роковин Чорнобильської катастрофи

## Дані енергоблоку
АЕС має один енергоблок:
| Енергоблок    | Тип реактору                   | Нетто- потужність | Брутто- потужність | Початок будівництва | Синхронізація з електромережею | Комерційна експлуатація | Закриття  |
| ------------- | ------------------------------ | ----------------- | ------------------ | ------------------- | ------------------------------ | ----------------------- | --------- |
| Krümmel (KKK) | киплячий ядерний реактор (BWR) | 1346 МВт          | 1402 МВт           | 05.04.1974          | 28.09.1983                     | 28.03.1984              | 2011 року |